# موسی‌کوی (آماسیه)
موسی‌کوی (به ترکی استانبولی: Musaköy) یک منطقهٔ مسکونی در ترکیه است که در آماسیه واقع شده‌است.